# Rue des Tramways (Houplines)
Pour les articles homonymes, voir Tramway (homonymie).
La rue des Tramways est une rue d'Houplines, dans le Nord, en France.

## Histoire

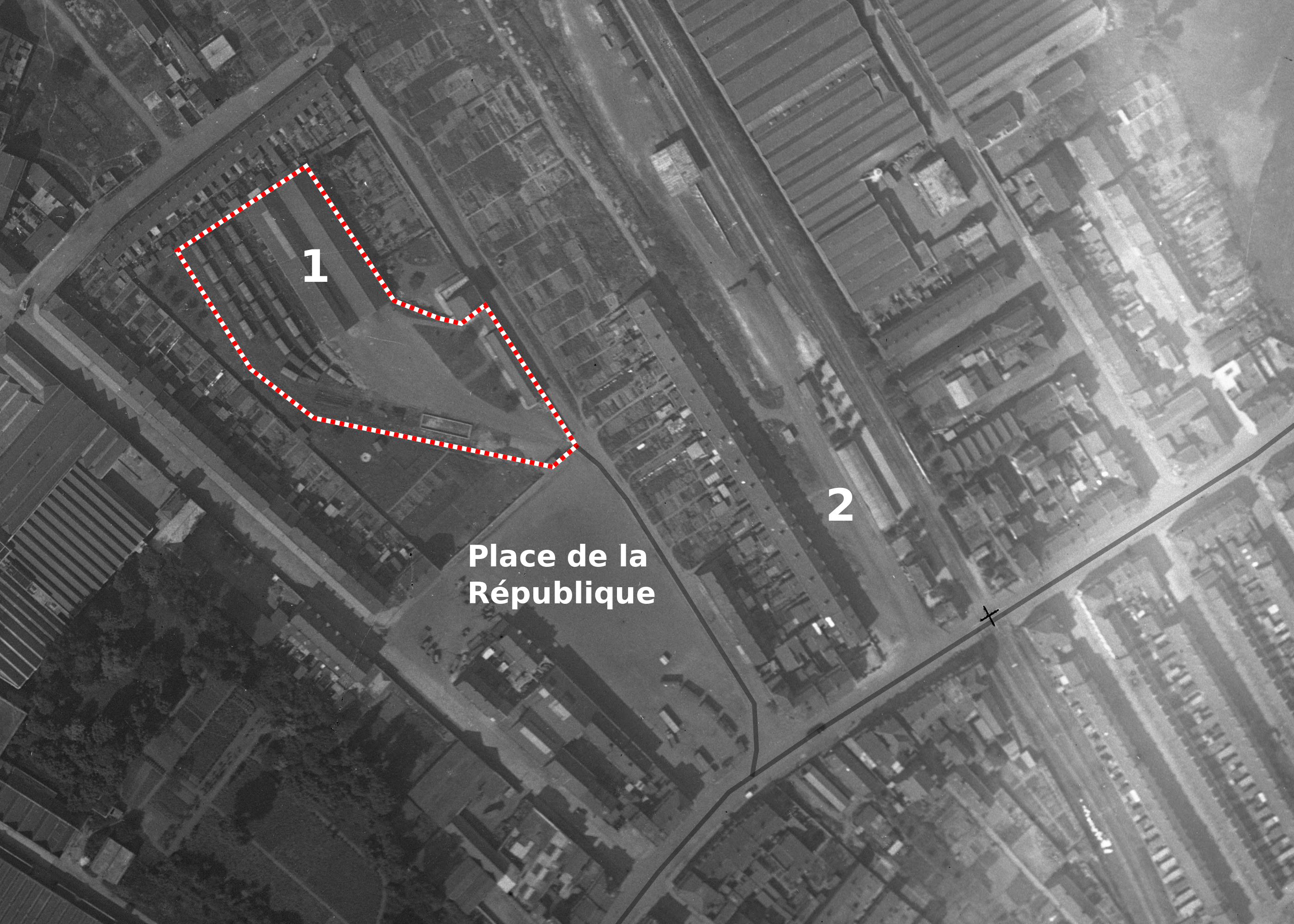
Plan du dépôt des tramways de l'ancienne ligne d'Armentières à Halluin (photographie aérienne de 1931).

La rue doit son nom à la présence de l'ancien dépôt de la ligne du tramway d'Armentières à Halluin qui a relié ces deux villes entre 1895 et 1935. Celui-ci a subsisté longtemps après la fermeture de la ligne en 1935, ses bâtiments ont été rasés entre 1992 et 1993 pour laisser place à un supermarché.